# Loi sur l'université
La loi sur l'université (大学令, Daigaku rei) est une loi japonaise promulguée le 6 décembre 1918 et en vigueur du 1er avril 1919 jusqu'à la promulgation de la Loi fondamentale sur l'éducation en 1947. Elle permet un développement important des universités au Japon, permettant notamment la reconnaissance d'établissements privées ou administré par des préfectures.

## Structuration des universités
Son article premier définit les universités comme des lieux où sont enseignées des matières académiques, et où s'effectuent des activités de recherche en lien avec celles-ci. Elle fixe par ailleurs la structure des universités, le système des départements laissant sa place à un système de facultés, et les contours de celles-ci sont précisés (huit types de facultés sont rendus possibles : droit, médecine, ingénierie, lettres, science, agriculture, économie, et commerce). Une université peut être constituée autour d'une seule faculté, et des facultés peuvent rassembler plusieurs matières (« science et ingénierie », ou « droit et lettres » par exemple).
Les cinq universités impériales déjà créées (Tokyo, Kyoto, Tōhoku, Kyūshū, et Hokkaidō) qui comptent à cette époque 9 040 étudiants voient ainsi leurs fonctionnements réformés.

## Création de nouvelles universités
Elle permet la création d'universités par des institutions autres que le ministère de l'Éducation, notamment par des préfectures (création de l'université préfectorale de médecine d'Osaka en novembre 1919 et de l'université préfectorale de médecine d'Aichi en 1920, et nouveau statut pour d'anciennes écoles qui deviennent l'université préfectorale de médecine de Kyoto en 1921 et l'université préfectorale de médecine de Kumamoto en 1922).
Cette loi ouvre la porte à la reconnaissance du statut d'université à certaines écoles privées parvenant à remplir des conditions de financement et d’accueil des étudiants particulières (fonds de dotation et nombre de bâtiments suffisants). En février 1920, les écoles de Waseda et de Keiō sont les premières à valider ces conditions, suivies en avril de la même année par Meiji, Hōsei, Chūō, Nihon, Kokugakuin, et par Dōshisha. À la fin de l'ère Taishō en décembre 1926, 22 établissements privés sont reconnus comme universités.

## Développement et réforme
Sous cette loi, le nombre d'universités publiques se développent. Deux autres universités impériales gérées par le ministère de l'Éducation sont créées (Osaka en 1931, Nagoya en 1939), deux autres le sont par les administrations coloniales de Corée et de Taïwan (Séoul en 1924, et Taipei en 1928). Par ailleurs douze autres universités sont instituées par d'autres administrations, dont six universités de médecine, deux universités de commerce, une université de technologie, deux universités d'arts, et une université théologique. Ces 19 institutions gouvernementales gèrent en 1940 30 169 étudiants.
Avec la fin de la Seconde Guerre mondiale, l'occupant américain introduit de nombreuses réformes de l'éducation, et cette loi est remplacée par la Loi fondamentale sur l'éducation.